# Tranås köping
Tranås köping var en kommun i Jönköpings län.

## Administrativ historik
Tranås köping bildades 1882 genom en utbrytning ur Säby landskommun. Innan köping uppstod fanns ett mindre samhälle med namnet Löfstad på platsen. Köpingen ombildades 1919 till Tranås stad.
Köpingen låg på Tranås Kvarns hemmans mark och bestod av området mellan Svartån och Järnvägen med en liten smal del på västra sidan om järnvägen, dvs. dagens centrala Tranås. Norrut begränsades området av landsvägen, idag kallad Tranås kvarnsgatan. Området blev snabbt för litet för det snabbt växande samhället och det uppstod ett antal för-samhällen runt köpingen. Bl. a. Tranås kvarns municipalsamhälle, Ängaryd och Åsvallehult. Vid stadsbildandet 1919 inkorporerades dessa med köpingen och bildade Tranås stad.
Köpingen tillhörde Säby församling.